# Merveille Lukeba
Pour les articles homonymes, voir Merveille et Lukeba.
Merveille Lukeba est un acteur anglais né le 30 mars 1990 à Kinshasa et élevé à Woolwich, Londres.
Il parle couramment le français, l'anglais et le lingala. 
Il est notamment célèbre pour interpréter le rôle de Thomas Tomone dans les saisons 3 et 4 de la série britannique Skins.

## Biographie

### Carrière
Il est apparu dans plusieurs publicités notamment pour la Ford Mondeo, Trident et l'UEFA. Sa première apparition à la télévision fut dans la série télévisée anglaise The Bill où il incarna le rôle de Tre Douglas. Sa première apparition au cinéma fut dans le film Ezra où il joue Moses, un enfant soldat sierra-léonais chassé par la guerre dans son pays. Le film est sorti en France, en Hollande, en Allemagne, en Suède, en Autriche et en Suisse. Il est aussi apparu au théâtre récemment dans The Good Soul of Szechuan au Young Vic, Londres. Il a eu pour partenaire Jane Horrocks, de la série Absolutely Fabulous. 
Il apparaît dans les saisons 3 et 4 de la série britannique Skins, dans lesquelles il joue le rôle de Thomas, un garçon africain qui débarque du Congo.
Le 6 février 2009, à la suite de la diffusion sur E4 de l'épisode de Skins qui était dédié à son personnage, Merveille Lukeba a reçu une critique élogieuse de la part de Metro : « Thanks to a charismatic turn from Merveille Lukeba, Thomas brought Skins its soul back! » (Grâce à une performance charismatique de Merveille Lukeba, Thomas a redonné à Skins son âme).
Le 30 décembre 2009, Sky1 a diffusé Perfect Day un épisode de son groupement de récits 10 Minute Tales dans lequel il apparait. Il y joue le rôle d'un garçon qui recueille le bébé d'une mère adolescente.

## Filmographie
- 2007 : Ezra : Moses
- 2007 : The Bill (saison 23, épisode 57) : Tre Douglas
- 2009 : Skins (saison 3 et 4) : Thomas Tomone
- 2009 : 10 Minute Tales (saison 1, épisode 10) : Le garçon
- 2009 : The Man in the Road : Cale
- 2010 : Bloody Foreigners (saison 1, épisode 1) : John Hackett